# ウラジーミル・ヴァシリコヴィチ
ウラジーミル・ヴァシリコヴィチ（ロシア語: Владимир Василькович、1249/50年 - 1288年12月10日）は、ヴォルィーニ公ヴァシリコと1人めの妻ドブラヴァとの間の子である。ヴォルィーニ公（在位：1269年 - 1288年）。聖名イヴァン。

## 生涯
父ヴァシリコの所有していたヴォルィーニ公位を得た後、ヤトヴャグ族との戦いを始めた。1270年代にカメネツの街と城(ru)を建設した。数度に渡るヤトヴャグ族との戦いを繰り広げる一方、1279年の飢饉の年にはヤトヴャグ族への穀物の販売を行った。ジョチ・ウルスは東欧諸国への遠征（1277年にリトアニア、1283年、1286年にポーランド、1285年にハンガリー）への参加を強要したが、跛行を理由としてこれに参加しなかった。
ウラジーミルは1288年の末に死亡した。『イパーチー年代記』の1288年の項では、書物を愛する教養のある人物と記されている。ウラジーミルには相続人がなく、その所領全てをルーツク公ムスチスラフに寄贈した。

## 子
- イジャスラヴァ(ru) - 養女